# Кавендиш, Уильям, 3-й герцог Девонширский
Уильям Кавендиш, 3-й герцог Девонширский (англ. William Cavendish, 3th Duke of Devonshire; 26 сентября 1698 — 5 декабря 1755) — британский дворянин и политик-виг, заседавший в Палате общин с 1721 по 1729 год, когда он унаследовал герцогский титул.

## Биография
Родился 26 сентября 1698 года. Старший сын Уильяма Кавендиша, 2-го герцога Девонширского (1672—1729), и его жены, достопочтенной Рейчел Рассел (1674—1725). С 1707 по 1729 год он был известен как маркиз Хартингтон.
Как и его отец, лорд Хартингтон активно участвовал в общественной жизни. Он был избран в Палату общин от Лостуитила на дополнительных выборах в 1721 году. На парламентских выборах 1722 года он был вновь избран в качестве члена парламента от Грэмпаунда. Он также не встретил сопротивления, когда был избран в качестве члена парламента от Хантингдоншира на выборах 1727 года. Он отказался от этого места в 1729 году, когда смерть отца отправила его в Палату лордов. В 1731 году он был произведен в члены Тайного совета Великобритании. Уильям Кавендиш занимал должность лорда-хранителя Малой печати с 1731 по 1733 год, когда был посвящен в рыцари ордена Подвязки. Позже он служил в течение семи лет в качестве лорда-лейтенанта Ирландии.
Он продал Старый Девонширский дом на Босуэлл-стрит, 48, Теобальдс-роуд, в Блумсбери, а в 1734 году нанял архитектора Уильяма Кента, чтобы тот построил новый Кавендиш-хаус на фешенебельной Пикадилли. В 1739 году он был зачислен в качестве губернатора-основателя новой детской благотворительной организации, больницы подкидышей в Блумсбери, Лондон, которая была направлена на облегчение проблемы младенцев, брошенных обездоленными матерями, и которая позже стала центром искусства и музыки.
Во время якобитского восстания 1745 года герцог Девонширский собрал отряд ополчения в поддержку короля, известный как Дербиширские синие, который собрался в гостинице «Джордж Инн» в Дерби 3 декабря 1745 года.

## Брак и дети
27 марта 1718 года Уильям Кавендиш женился на Кэтрин Хоскинс, или Хоскин (ок. 1700 — 8 мая 1777), дочери Джона Хоскинса из Окстеда (1640—1717) и Кэтрин Хейл (1673—1703).
У герцога и герцогини было семеро детей:
- Леди Кэролайн Кавендиш (22 мая 1719 — 20 января 1760), муж с 1739 года Уильям Понсонби, 2-й граф Бессборо (1704—1793)
- Уильям Кавендиш, 4-й герцог Девонширский (8 мая 1720 — 2 октября 1764), старший сын и преемник отца
- Лорд Джордж Огастас Кавендиш[англ.] (ок. 1727 — 2 мая 1794), политик, не женат.
- Леди Элизабет Кавендиш (24 апреля 1724—1796), муж с 1743 года достопочтенный Джон Понсонби (1713—1787), депутат Палаты общин
- Леди Рейчел Кавендиш (7 июня 1727 — 8 мая 1805), муж с 1748 года Горацио Уолпол, 1-й граф Орфорд[англ.] (1723—1809)
- Фельдмаршал лорд Фредерик Кавендиш (август 1729 — 21 октября 1803), военный и политик
- Лорд Джон Кавендиш (22 октября 1732 — 18 декабря 1796), член Палаты общин и чиновник.

## Титулатура
- 3-й герцог Девонширский (с 4 июня 1729)
- 3-й маркиз Хартингтон, Дербишир (с 4 июня 1729)
- 6-й граф Девонширский (с 4 июня 1729)
- 6-й барон Кавендиш из Хардвика, Дербишир (с 4 июня 1729).